# 高野常道
高野 常道（たかの つねみち）は、江戸時代中期から後期にかけての儒臣。越後長岡藩士。一般的には高野余慶として知られる。

## 生涯
享保14年（1729年）、やはり越後長岡藩士で儒臣であった高野永貞（栄軒）の長子として誕生。
常道は、伊藤仁斎を私淑し、兵法に通じ、旧典に詳しかったという。
8代藩主・牧野忠寛に信任され、忠寛の子・忠精と忠義（後の有馬氏保）の侍読となる。以降、忠精に近侍した。常道の人物は、松平定信より「泰助（常道の通称）は君子なり」と称えられる程であったとされる。藩主に46年仕えたうちの24年は江戸勤番であった。
隠居後も、常に四書五経を講じ、兵書古礼を説き、馬術、水練、弓術、砲術等を究めたという。『由旧録』『軍用家訓』『軍中職掌考』その他多数の著作がある。常道の著であるとされる『昇平夜話』に見える、「東照宮上意に、郷村の百姓共は死なぬ様に、生ぬ様にと合点致し、収納申付様にとの上意」とのくだりは、『本佐録』の「百姓は財の余らぬ様に、不足なき様に治むること道なり」と共に、江戸幕府の農民政策を示したものとして知られる。
文化12年（1815年）2月13日、87歳で病没。墓は現在の新潟県長岡市西新町に所在する長福寺。

## その他
- 藩に陽明学を導入した高野松陰との関係は不詳。
- 後世においても、長岡の人々に「余慶さん」として知られたという[9]。
- 軍人の山本五十六（旧姓・高野）は玄孫に当たる[10]。